# Iluminação inteligente

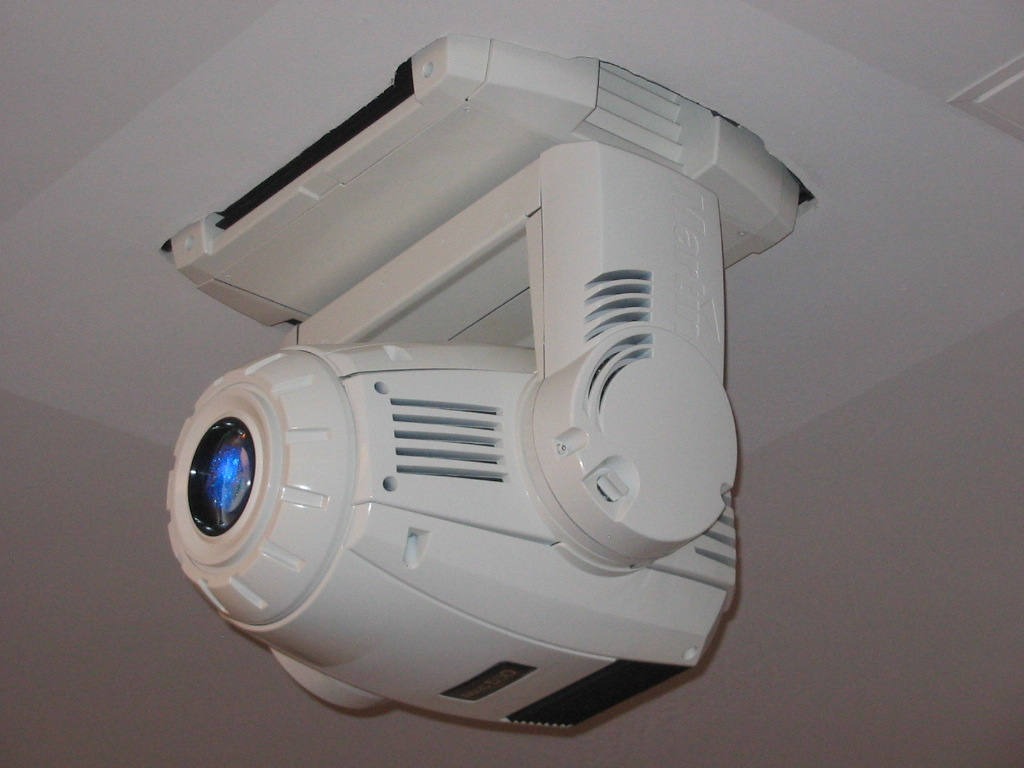
Uma luz inteligente Martin MAC 550.

Em teatro, Iluminação inteligente refere-se a habilidades mecânicas ou automatizadas da iluminação do palco em relação à iluminação tradicional, estacionária. Embora as luzes inteligentes mais avançadas possam produzir efeitos extraordinariamente complexos, a inteligência encontra-se com o programador do show, e não com os instrumentos ou com o operador de iluminação. Por esta razão, a iluminação inteligente é também conhecida como iluminação automatizada, luzes móveis  ou moving heads.

## Evolução
Alguns dados datam anos antes de 1906, com Edmond Sohlberg em cidade de  Kansas, em que uma lanterna usava uma lâmpada de arco de carbono e era operada não por motores ou quaisquer meios eletrônicos, mas por meio de cordas que eram operadas manualmente para controlar pan, tilt e zoom.
Em 1925 surgiu o primeiro uso de motores para mover os dispositivos elétricos e a posição do feixe, por Herbet F. King. Em 1936, foi concedido um dispositivo semelhante, com o qual o pan e tilt foram controlados por meio de um joystick, em oposição aos comutadores. A partir daí até 1969, vários outros inventores fizeram luzes semelhantes e que melhorou a tecnologia, mas sem grandes avanços. Durante este período, Century Lighting começou a fazer encomenda de unidades adaptadas  em qualquer de suas lanternas existentes até 750 watts para controlar pan e tilt.
Em 1969, George Izenour fez o próximo grande avanço com o primeiro dispositivo elétrico ao usar um espelho na extremidade de um elipsoidal para redirecionar o feixe de luz remotamente. No mesmo ano, Jules Fisher da área de  teatro Casa Manana em Texas, testemunhou a invenção e uso de luzes 12 PAR 64 de 120watt, 12volts, 360 graus de pan e 270 graus de tilt, um padrão que durou até a década de 1990. Esta lâmpada também era conhecida como o Mac-Spot.
Em 1968, em Bristol, o progresso também estava sendo feito, principalmente para uso em música ao vivo. Peter Wynne Wilson refere-se ao uso de um perfil kW, com slides sobre o qual gobos foram impressos, inserido na forma de bobina como em um projetor de slides. As luminárias também tinham uma íris, uma múltipla roda de gel colorida. Estas luzes também eram equipadas com espelhos e feitas para shows de luzes impressionantes como um Pink Floyd Gig em Londres. Outro dispositivo elétrico conhecido como o Cycklops também foi usado em música nos EUA, embora tenha sido limitado em termos de capacidades. Com funções de cores, pan, tilt, 1.2 metros de comprimento e pesando 97kg, incluindo o lastro, estas unidades eram projetadas mais para substituir os operadores holofotes locais já não confiáveis.
Em 1978, a iluminação baseada em Texas e Dallas, uma empresa de som chamado Showco começou a desenvolver um aparelho de iluminação que mudou de cor girando filtros dicroicas. Durante o seu desenvolvimento, os projetores decidiram adicionar motores para motorizar pan e tilt. Eles demonstraram a fixação para a banda Genesis em um celeiro na Inglaterra em 1980. Showco desmembrada seu projeto de iluminação em uma empresa chamada Vari-Lite, a sua primeira apresentação também foi chamado de Vari-lite. Ele também usou uma das primeiras mesas de iluminação com um núcleo digital e isso permitiu estados de iluminação a ser programados.
Em 1986, Vari-Lite introduziu uma nova série de luminárias e consoles de controle. Eles se referiam ao novo sistema como a sua série 200, com as novas luzes designados VL-2 Ponto Luminaire e VL-3 Wash Luminaire.
Em 1985, a primeira cabeça movendo-se que usava o  protocolo DMX, foi produzida pela Summa Technologies. Até essa altura,  movimento móveis usavam outros protocolos de comunicação, tais como DIN8, AMX, D54 e os protocolos proprietários de outras empresas, como a VariLite, Tasco, High End e Coemar. O Summa HTI tinha uma lâmpada 250watt HTI, 2 rodas de cor, uma roda de Gobo, um dimmer com zoom funções mecânicas.
Em 1987, Argila Paky começou a produzir seus primeiros scanners, o Golden digitalização 1 e cristal de digitalização. Eles utilizaram motores de passo, em vez de servos e usou uma lâmpada HMI 575, brilhante e com um brilho de feixe muito mais uniforme. Este foi seguido pela inteligência em 1989, lançado pela High End, que, na época eram os Distribuidores de Argila Paky.
Na década de 1990, o futuro chegou mais perto com Martin, uma empresa dinamarquesa, que produziu máquinas de nevoeiro. Eles começaram a fabricar uma linha de scanners conhecidas como Roboscans, com uma variedade de especificações diferentes para diferentes usuários. Eles foram nomeados para as suas potências, com uma gama começando com 1004 e 1016. Mais tarde, veio a 804 e 805, projetado para locais pequenos. Outros modelos eram as unidades 218, 518, 812, 918 e 1200Pro. Martin também produziu uma nova gama de Cabeças móveis chamado de Mac Series Martin. Esta série é ainda hoje popular, com novas luminárias, como o Viper Mac III e Mac, que estão entre as luzes da mais alta qualidade em movimento.
O mais recente desenvolvimento de iluminação inteligente é a iluminação digital com acessórios, tais como DL3 do Sistema High End. Estes equipamentos consistem de um LCD brilhante ou projector DLP montado em um jugo em movimento, muito parecido com o de uma cabeça móvel comum. Estes equipamentos também contêm um servidor de mídia integrado, que permite milhões de opções de cores, bibliotecas intermináveis de imagens gobo-like, e projeção de imagens e vídeo.

## Características

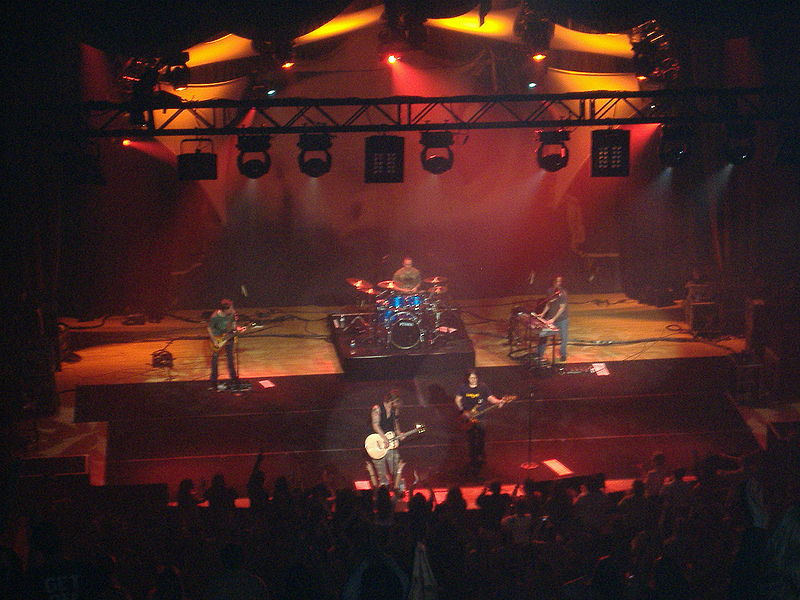
Luzes inteligentes a serem usadas em um Concerto.

Uma luz automatizada, também chamado de luminária, dispositivo elétrico (ou às vezes cabeça móvel), é um instrumento com multifunções, versátil e projetado para substituir várias luzes convencionais, não-móveis. Dependendo do local e aplicação, luminárias automatizadas podem ter uma adição versátil e econômica de um estoque de luzes tradicionais porque, com a programação adequada, eles podem rapidamente alterar muitos aspectos da sua óptica, mudando a personalidade da luz muito rapidamente. A iluminação é tipicamente pré-programada  e reproduzida utilizando comandos simples, embora que cabeças móveis podem ser controladas "ao vivo" se o operador for suficientemente experiente.
A maioria das cabeças que se deslocam têm todas ou algumas das características, e cada recurso é definido com um número de canais, como estes:
- Pan
- Tilt
- Fine Pan
- Fine Tilt
- Dimmer
- Shutter
- Gobo1 Select
- Gobo1 Rotation
- Gobo2 Select
- Gobo2 Rotation
- Gobo3 Select
- Colour1
- Cyan
- Magenta
- Yellow
- Prism 3,5,9 facet
- Prism Rotation
- Effects Wheel
- Gobo Animation Wheel
- Zoom
- Focus
- Iris
- Lamp Shut off, fixture reset
- Remote patching channel

## Controle
Luzes móveis são controladas  de muitas maneiras. Normalmente, os elementos de fixação estão ligados a uma consola de controle de iluminação, que gera um sinal de controle. Este sinal de controlo envia dados para o dispositivo elétrico geralmente em uma das três maneiras: analógica (que tem sido largamente eliminado), DMX (que significa "Digital Multiplex", também a indústria protocolo padrão de controle), ou controle Ethernet  (como ArtNet ou CSN). A fixação, em seguida, leva este sinal e converte-o em sinais internos que são enviados para os vários motores de passo localizadas no interior.

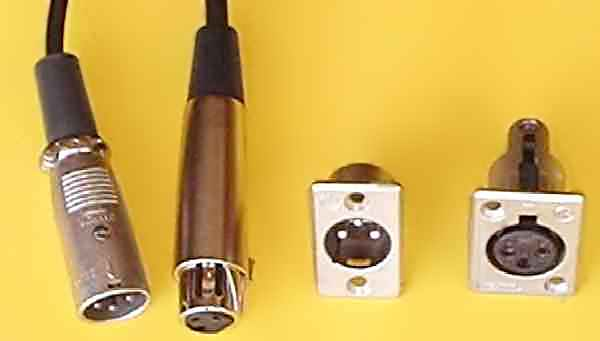
Conectores DMX, o método mais comum de controlar luzes móveis.

A grande maioria das cabeças móveis são controladas  usando o protocolo DMX, geralmente através de um par trançado dedicado, cabo blindado,  com conectores de 5 pinos XLR nas extremidades.  Cada equipamento é atribuído um bloco de DMX canais  em um dos universos (um conjunto independente de cabos e acessórios que podem operar a máximo de 512 canais individuais). A mesa de iluminação central transmite dados sobre esses canais que a fixação inteligente interpreta como configurações de valor para cada uma de suas muitas variáveis, incluindo cores, padrão, foco, prisma, pan (balanço horizontal),  tilt (balanço vertical), rotação velocidade, e animação.
Desde que se mudou, as luzes não alcançaram  proeminência até que o antecessor de DMX, AMX, ou Analog Multiplex tinha passado o auge de sua popularidade. Poucas luzes móveis usavam  o controle analógico, devido a restrições paralisantes sobre a largura de banda, velocidades de transferência de dados e  imprecisão  potencial. Alguns dos acessórios inteligentes mais modernos usam RJ-45 ou cabeamento Ethernet  para transferência de dados, devido ao aumento da largura de banda disponível para controlar os efeitos cada vez mais complicados. Usando a nova tecnologia Ethernet, superfícies de controle são agora capazes de controlar uma variedade muito maior de dispositivos elétricos automatizados.
O desenvolvimento mais recente no controle de iluminação é RDM, ou gerenciamento remoto de dispositivos. Este protocolo permite a comunicação entre o controlador de iluminação e utensílios. Com RDM, os usuários podem solucionar, endereço, configurar e identificar luminárias da mesa de iluminação RDM habilitado.
Luzes móveis são muito mais difíceis de programar que seus primos convencionais, porque eles têm mais atributos por dispositivo elétrico que devem ser controlados. Um aparelho de iluminação convencional simples usa apenas um canal de controle por unidade: intensidade. Tudo o mais que a luz deve fazer é pré-definido por mãos humanas (cor, posição, foco, etc.) Um aparelho de iluminação automatizado pode ter muitos como 30 desses canais de controle. Uma série de produtos está disponível  no mercado para permitir os operadores e programadores para controlar facilmente todos esses canais em várias luminárias. Placas de iluminação são ainda o mecanismo de controle mais comum, mas muitos programadores usam software de computador para fazer o trabalho. Software que está agora disponível fornece uma visualização da saída produzida pelo plataforma, uma vez que luminárias estão ligadas a um programa. Isso permite os programadores trabalhar em seu show antes mesmo de entrar no teatro e saber o que esperar quando as luzes estão ligadas ao seu controlador. Estes produtos geralmente apresentam algum método de conversão de um computador de saída USB para a saída DMX.
Embora seja verdade que as luzes que se deslocam têm em um sentido  que "revolucionou" o mundo dos concertos e outros tipos de iluminação de eventos. Na verdade, nem todas as pessoas envolvidas no negócio de produção de música sente que luzes em movimento são inteligentes, necessário, ou mesmo desejável em tudo. Embora este tipo de tecnologia pode ser utilizada de forma muito eficaz, há muitos casos em que apenas uma audiência distrai do conteúdo musical no palco. Neste caso, para chamar esta iluminação "inteligente" pode ser a fonte de muita confusão.

## Construção
Luminárias inteligentes geralmente empregam compacto de lâmpada de arcos como fontes de luz. Eles usam servomecanismo ou, mais comumente, motores de passos conectados a dispositivos  mecânicos e ópticos internos  para manipular a luz antes de emergir a lente frontal do equipamento. Exemplos de tais dispositivos internos são os seguintes:
- Persianas de escurecimento mecânico, usado para variar a intensidade da luz produzida. Dimmers mecânicos, que são geralmente um disco especialmente concebido ou um obturador mecânico. Persianas com motores de passo de alta velocidade podem ser usados para criar efeitos estroboscópicos.
- Rodas de cor com dicroicas, filtros de cores usadas para mudar a cor do feixe.
- Ciano variável e incremental, filtro Magenta amarelo  de mistura de cores e para variar a cor do feixe através de mistura de cores subtrativas. Usando este método, uma gama muito mais ampla de cores podem ser criados do que é possível usando filtros de cor única [3]
- Série de lentes automatizadas utilizadas para zoom e  concentrar o feixe; íris são usados para alterar o tamanho do feixe. Algumas luminárias ter até 10 posições para controlar de forma independente o prismas e lentes para focar e dar forma ao feixe.[4]
- Rodas padrão com gobos e  persianas de passagem para alterar a forma do feixe ou do projetor de imagens. Algumas luminárias têm motores para rodar o gobo no seu alojamento para criar efeitos de fiação, ou usar seus sistemas de lentes complicadas para conseguir o mesmo efeito.
- Persianas de enquadramento automatizado para moldar ainda mais o feixe e controlar vazamento indesejado.

Estes equipamentos também usam motores para permitir o movimento físico do feixe de luz por meio de:
- Girando um espelho automatizado que reflete o feixe ao longo  de eixos X e Y.
- Colocar lentes de trem inteiro do dispositivo elétrico a um jugo com o pan  e tilt  motorizados.

Nota-se que os elementos fixos que usam o método anterior não são tecnicamente "cabeças móveis", uma vez que a fonte de luz em si não se move. No entanto, o termo "cabeça móvel" é utilizado alternadamente ao longo deste artigo.

## Aplicações

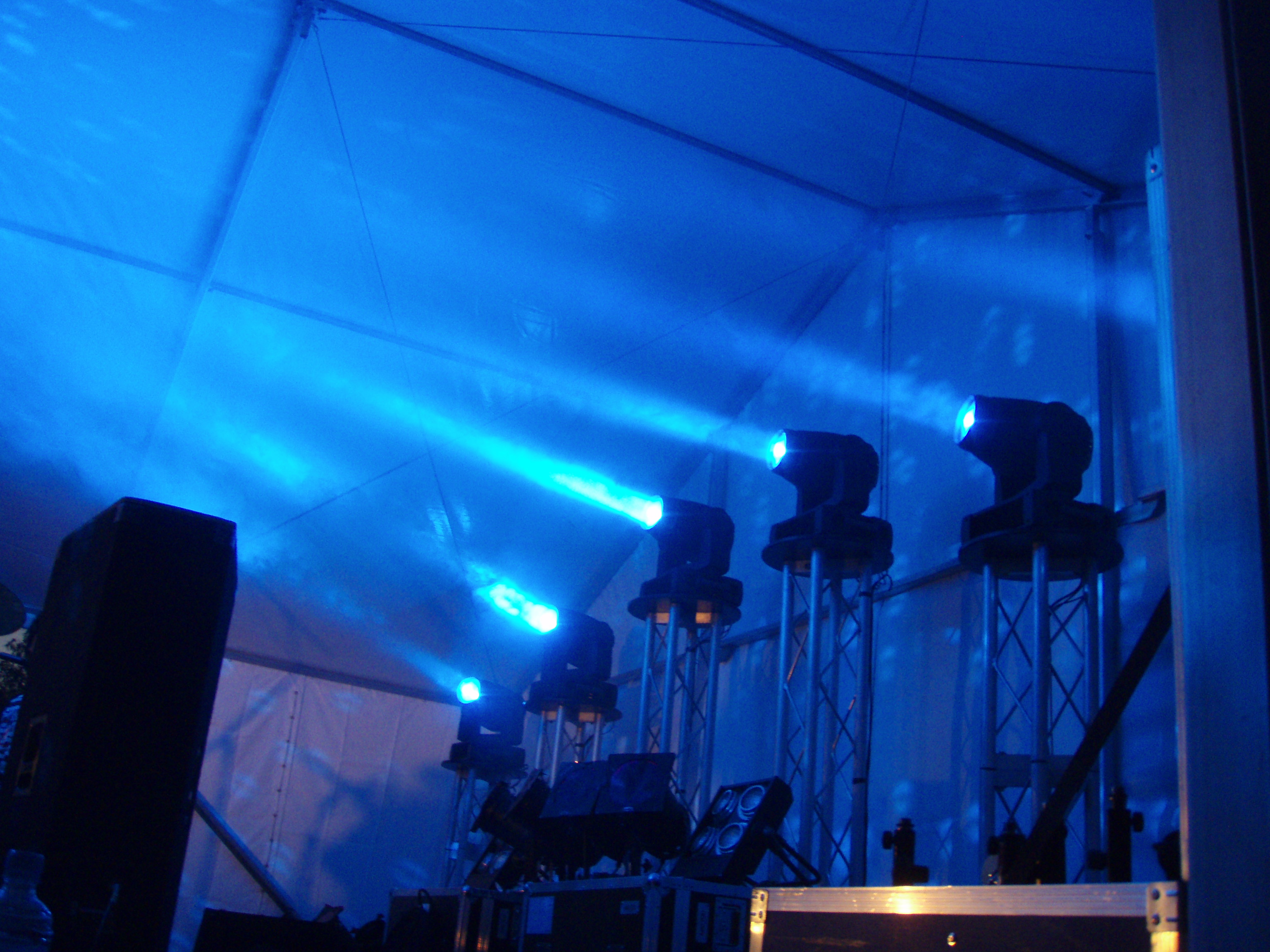
Cinco jugos móveis emitindo luz em uma bola de espelhos.

Luzes inteligentes, podem ser usadas sempre que há uma necessidade de iluminação poderosa que deve ser capaz de mudanças rápidas e extremas de humor e efeitos. Cabeças móveis seriam impróprias em um ambiente que não exige iluminação forte (tal como uma casa) ou em que a "qualidade" da luz necessária não varia excessivamente (embora ele pode precisar de ser muito forte para um local como Um estádio). Naturalmente, existem excepções a esta regra, mais notavelmente o uso de um grande número de cabeças móveis para eventos esportivos internacionais  Jogos olímpicos, onde milhares de dispositivos elétricos automatizados separados são muitas vezes utilizados para iluminar a abertura e encerramento. Os Jogos Olímpicos de 2008, em Pequim, teve uma plataforma de cerca de 2.300 luminárias inteligentes que é "o maior sistema de iluminação automatizado  já montada para um único evento"
Normalmente, o uso de luzes inteligentes está confinado a teatro, concertos e discotecas, onde a versatilidade destes acessórios podem ser utilizados para a sua melhor medida. Nestas aplicações, os usos de luminárias podem ser informalmente agrupados em duas categorias: ativo e passivo (embora estes não sejam termos padronizados).
O uso passivo de iluminação automatizada, envolve a utilização de sua versatilidade para executar tarefas que exigiria muitas luzes convencionais de realizar. Por exemplo, de seis a oito cabeças móveis pode criar um efeito "nocturno" texturizado azul no chão do palco durante a aplicação de luzes âmbar aos ators durante uma cena; isso pode criar uma sensação de crepúsculo ou à noite. Ao toque de um botão, o equipamento pode mudar para um vermelho animado  "fogo", efeito para a próxima cena. Esta transição com luminárias tradicionais pode exigir até trinta instrumentos. Nesta circunstância, os equipamentos automatizados não estão fazendo nada que não pudesse ser conseguido usando dispositivos elétricos convencionais, mas eles reduzem drasticamente o número de luzes necessárias em uma plataforma. Outras características de dispositivos elétricos automatizados, como girar  gobos, também são possíveis com equipamentos convencionais, mas são muito mais fáceis de produzir com equipamentos inteligentes.

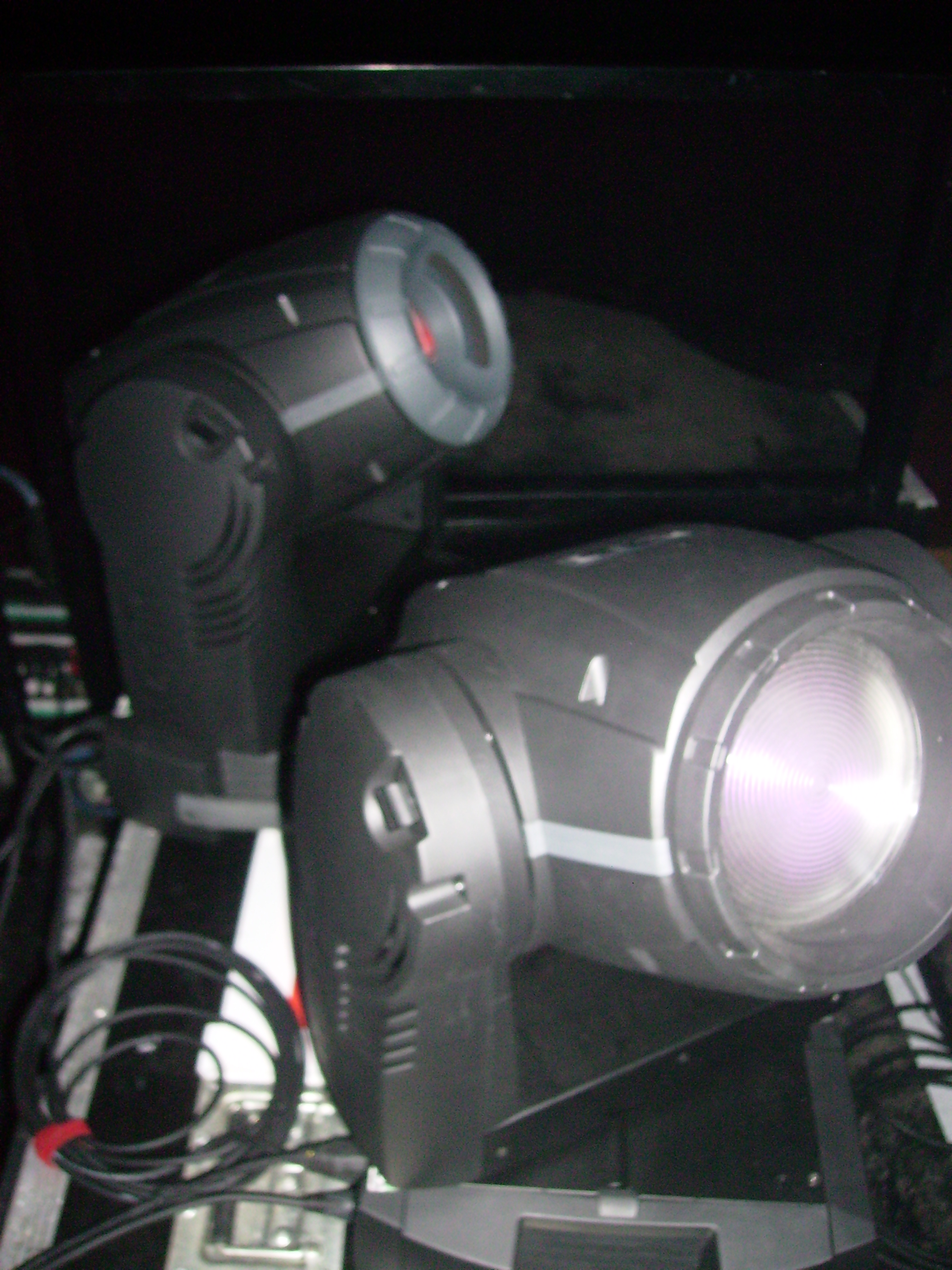
Uma luminária Martin mac 250 (na posição superior) e outra mac 250 wash (posição inferior).

O uso ativo das luzes automatizadas, sugere que a luminária deve executar tarefas que exigiria a participação humana, ou ser simplesmente impossível com equipamentos convencionais. Por exemplo, um número de cabeças móveis produzindo bem focadas, vai produzir ao palco um efeito fantástico reminiscente de holofotes de um helicóptero (especialmente se uma máquina de fumaça ou hazer é usado para fazer as   vigas visíveis). Para recriar esse efeito, sem luzes inteligente exigiria pelo menos um operador humano sentado diretamente acima do palco com um Followspot, que, em geral, é considerado demasiado caro para um efeito tão pequeno.
Acessórios móveis de cabeças  são muitas vezes divididas em luzes spot e wash . Variam em uso e funções, mas muitas empresas oferecem perfil e lavar as versões do mesmo modelo de luz. O perfil das luzes  geralmente contêm características como gobos e prismas, enquanto luzes wash têm óptica simples e uma abertura do feixe mais amplo resultando em ângulo de feixe mais amplo, que pode ser alterada por lentes internas ou "efeitos da geada". Luzes wash são mais propensos a ter a mistura de cor CMY embora seja comum para luzes do ponto de ter tais características também.
Unidades especiais são geralmente utilizados para o seu efeito feixe (geralmente através de fumaça ou neblina) e a capacidade de projetar a textura, enquanto  luzes wash tendem a ser usados para fornecer um  estágio lavar.

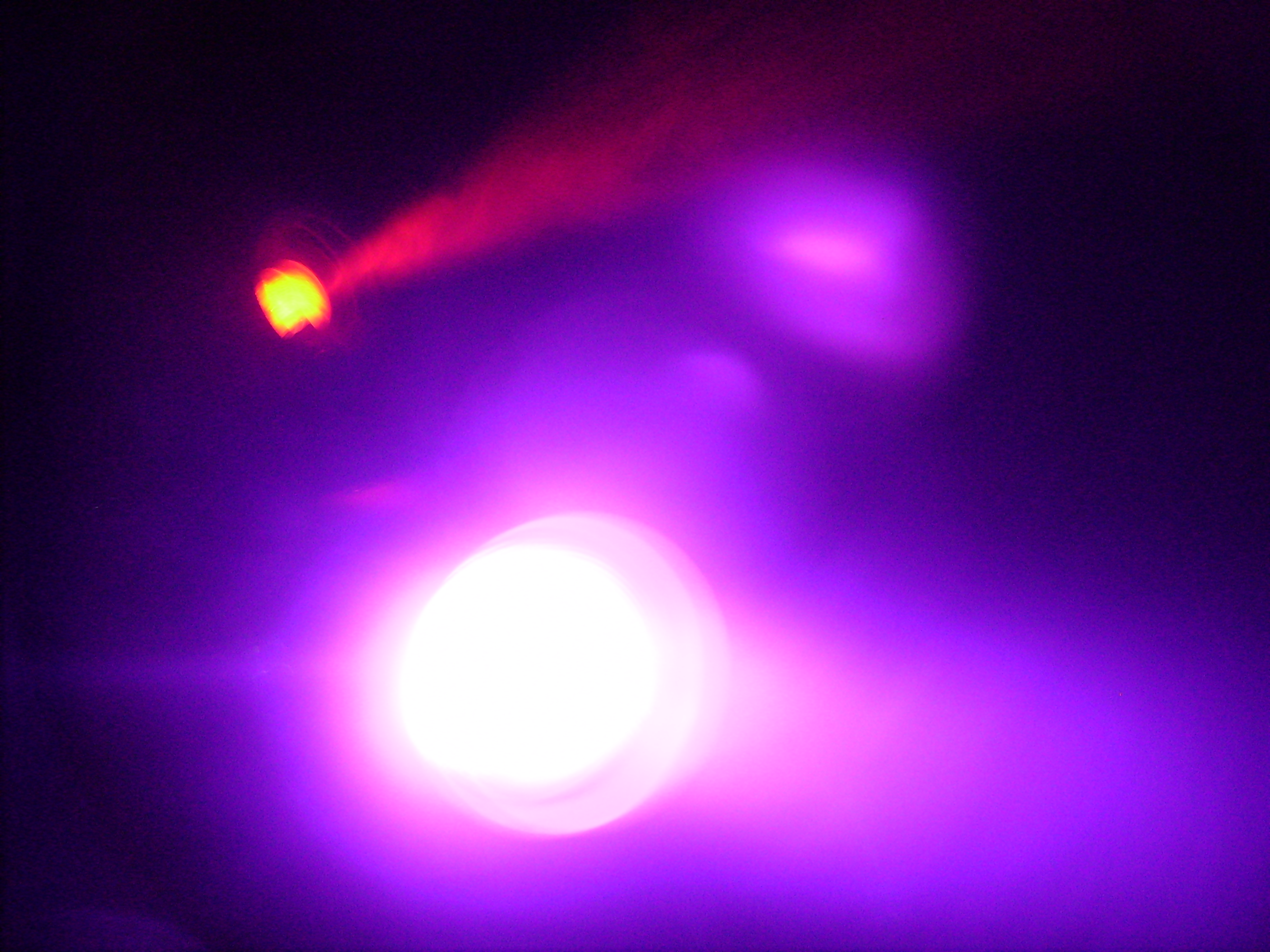
Uma Martin mac 250 (lado superior) e mac 250 wash (lado inferior). Observa-se a diferença nas características do feixe emitido pelas duas luzes e o seu ângulo.

## Debate
- Nem todas as luminárias que têm movimento podem ser definidas como inteligente. A iluminação básica de um clube não é controlável além de uma escolha de ligado ou desligado. Esta falta de recursos faz apenas com que essas luzes tenham um pequeno passo acima de um instrumento de iluminação de palco convencional.
- Espelhos móveis são mais rápidos do que luminárias de cabeça móveis. No entanto cabeças móveis são visualmente mais interessante e têm uma gama muito maior de movimento. O movimento do espelho luzes tende a ser rectilíneo, porque o centro de movimento de ambos os eixos é geralmente no mesmo lugar, enquanto que um eixo de uma luminária cabeça móvel descreve um círculo (usualmente chamado de "pan") e o outro (a "inclinação ou tilt ") muda o diâmetro do movimento circular. Nas primeiras luminárias um pseudo-efeito de rotação gobo poderia ser conseguido movendo a inclinação em linha com o outro eixo e, em seguida, movendo o tabuleiro de paragem de extremidade a extremidade de paragem.